# Matteo Amella
Matteo Amella (San Biagio Platani, 26 ottobre 2001) è un ex ciclista su strada italiano, professionista dal 2023 al 2024.

## Piazzamenti

### Classiche
- Giro di Lombardia

2024: ritirato